# La Sagrada Familia (El Greco, Sociedad Hispánica de América)
La Sagrada Familia es un lienzo del Greco, actualmente en la Sociedad Hispánica de América, en Nueva York.

## Introducción
En el catálogo razonado de obras del Greco —realizado por Harold Wethey— constan cuatro formas mediante las cuales este pintor representó a la Sagrada Familia:
1. El tipo I está representado por el presente lienzo, del cual derivan los otros tres modelos, añadiendo otros personajes al grupo principal;
2. El tipo II, representado por La Sagrada Familia con santa Ana (Hospital de Tavera);
3. El tipo III, representado por La Sagrada Familia con María Magdalena
4. El tipo IV, representado por La Sagrada Familia con santa Ana y san Juanito.

No se conocen copias de esta pintura atribuibles al Greco, ni a su taller, ni copias antiguas dignas de consideración. Por el contrario, existen copias de los otros tres tipos, algunas de gran interés.

## Temática de la obra
La descripción de la Sagrada Familia —sola o acompañada por otros personajes— no aparece en los evangelios canónicos. pero siempre fue una imagen muy popular en el arte cristiano. Asimismo, la representación de la Virgen de la Leche tampoco deriva de los evangelios, pero es de una larga tradición en la iconografía cristiana, siendo permitida por la Iglesia de la Contrarreforma, siempre que se respetara el pudor.

## Análisis de la obra
- Pintura al óleo sobre lienzo;
- Datación: hacia 1580-1585;
- Dimensiones: 106 x 88 cm;
- Consta con el n º. 84 en el catálogo de Wethey, y tiene la referencia 50 en el de Tiziana Frati.[4]

Esta obra es una de las más joviales del Greco, que pocas veces igualó la dulzura del rostro de la Virgen, la gentileza de su postura, o el bello color de este lienzo. La Virgen —hermosamente idealizada— está colocada de manera casi frontal, y lleva al Niño Jesús en su falda, mientras lo amamanta. María viste una túnica rosa, y en su costado derecho porta un manto de color azul muy oscuro. Cubre su cabeza con un velo, pinta  do con extraordinaria maestría. José de Nazaret está representado como un hombre joven, de aspecto grave, situado detrás de María, en la parte derecha del cuadro. Viste un manto de color amarillo luminoso. A pesar de que está algo retirado, mira atentamente a la Virgen con el Niño, mostrando la actitud protectora y la nueva importancia que le había otorgado la iglesia de la Contrarreforma.
El Niño Jesús no está idealizado. Está representado demasiado grande, de manera muy naturalista, y un tanto desagradable. Está desnudo, mostrando su género y su humanidad en lugar de su naturaleza divina. El Greco elimina cualquier referencia ambiental, pintado el grupo delante un celaje azul con nubes blancas. Con ello confiere una gran espiritualidad a la escena, porqué los personajes así colocados en primer plano atraen toda la atención del espectador.

## Procedencia
- Conde de Oñate;
- José de Madrazo (1856);
- Marqués de Salamanca (Venta en París, 1875);
- Henri Raro, París (Venta, 1892);
- Raimundo de Madrazo (Madrid, 1908).[8]